# Zemljina masa
Zemljina masa (oznaka M🜨) je v astronomiji enota za maso Zemlje. Uporablja se za izražanje, računaje in opis mas zemeljskih planetov in drugih manjših nebesnih teles. Njena vrednost v enotah SI in znak sta:
{\displaystyle m_{\oplus }=5{,}9722\cdot 10^{24}{\hbox{ kg}}\!\,.}
Masa štirih zemeljskih planetov Osončja je:
- Merkur 0,055
- Venera 0,815
- Zemlja 1
- Mars 0,107

Zemljino maso se lahko pretvori v druge sorodne enote:
- 81,3 Luninih mas (mL)
- 0,003 15 Jupitrovih mas (mJ)
- 0,000 003 003 Sončevih mas (m⊙)